# Cổng Oławska

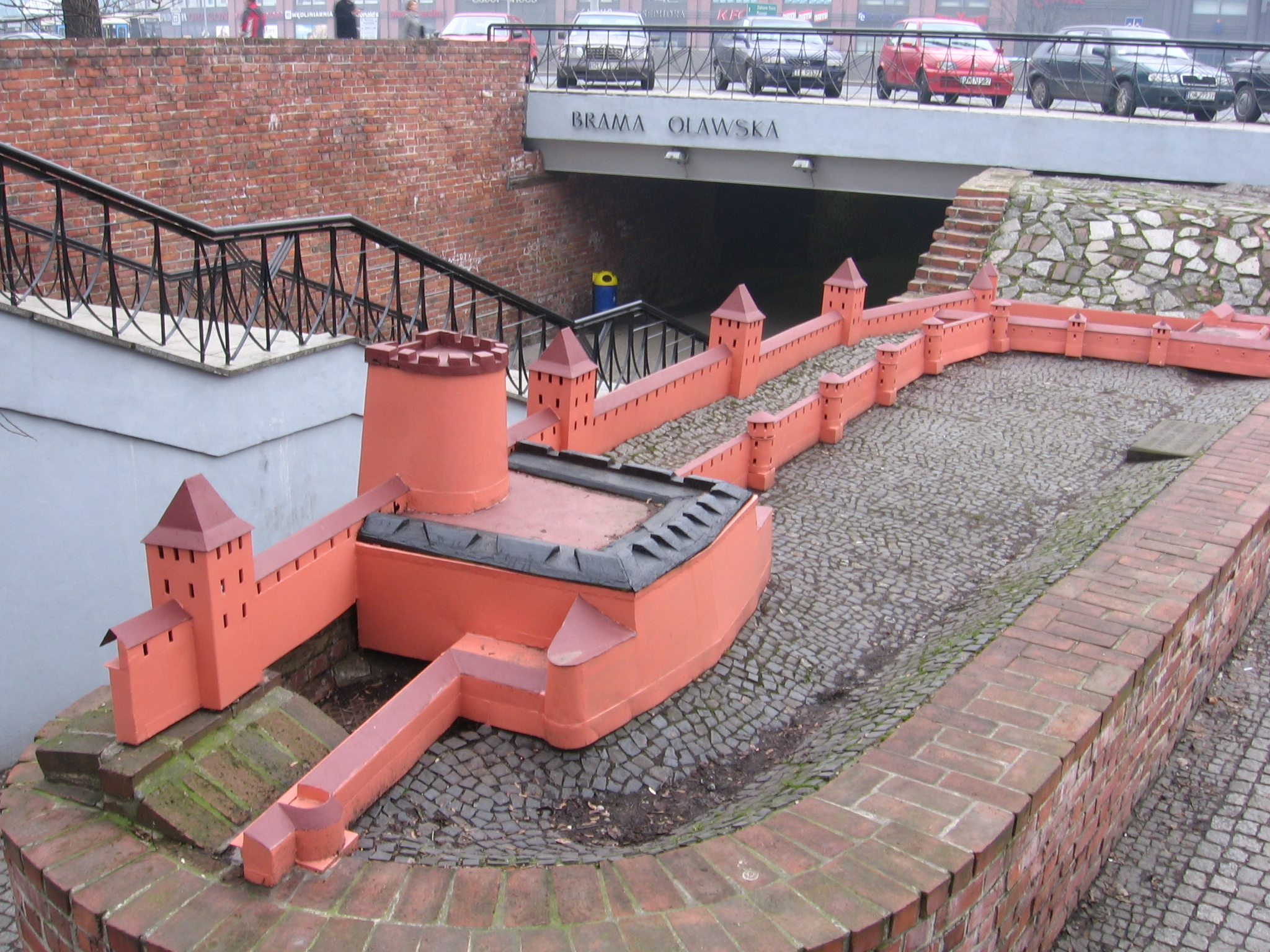
Mô hình cổng Olawska

Cổng Oławska (tiếng Ba Lan: Brama Oławska) là một cổng thành trong hệ thống các bức tường phòng thủ của thành phố Wrocław. Cổng Oławska bao gồm hệ thống cổng trong và cổng ngoài.

## Cổng trong
Cổng trong Oławska được dựng lên vào đầu nửa sau của thế kỷ 13 trong trong hệ thống các công trình nội bộ của thành phố trên con đường dẫn về phía đông của thành phố Oława. Vị trí của cổng trong nằm ở số 29-31 đường Oławska (bên cạnh tòa nhà của Văn phòng thống kê). Nó bao gồm một tháp cổng hình chữ nhật tương tự như một hình vuông. Cổng trong đã bị phá hủy vào năm 1792, chỉ còn lại vòm trên đường phố, sau đó cũng bị gỡ bỏ.

## Cổng ngoài
Cổng ngoài Oławska được dựng lên ngay sau cổng bên trong, trên tuyến đường của các công trình mới ở phía bên ngoài (bên cạnh nơi Galeria Dominikańska ngày nay, khoảng một trăm mét về phía đông của ngã tư Oławska và Đường Piotra Skarga). Việc xây dựng cổng ngoài đã được đề cập lần đầu tiên vào năm 1299. Ban đầu nó tương tự như cổng bên trong; vào giữa thế kỷ 15, phần trước được mở rộng và một tòa tháp mới được dựng lên. Năm 1576, trên cổng đã được bổ sung bằng một khẩu pháo. Năm 1588, các bức tường xung quanh khẩu pháo được bao phủ bằng đất tạo ra một pháo đài mới, từ đó tháp cổng được thay thế bằng một tòa tháp với một căn cứ hình bán nguyệt với một trạm đại bác ở trên đỉnh. Trong những năm 1638 - 1642 đã được thêm vào các lô cốt (dạng tách rời bức tường) được thiết kế bởi Walentego von Säbischa.
Trong cuộc bao vây thành phố bởi quân đội của Napoléon (1806), Cổng Oława không bị tổn thương quá mức, nhưng nó đã bị phá hủy vào năm 1807, trong giai đoạn đầu tiên của việc ngừng hoạt động thành phố của Wrocław.
năm 1975 - 1977, trong quá trình xây dựng tuyến đường W-Z và các đường hầm liên quan, thì phần nền móng của cổng Oławska đã được tìm thấp ở Quảng trường Dominikański. Sau nay ủy ban thành phố đã dựng lên một mô hình của cổng và nay chúng được trưng bày ngay lối vào đường hầm (vị trí đặt cổng trước kia).